# Aérodrome de Bad Gandersheim
L'aérodrome de Bad Gandersheim (code OACI : EDVA) est un aérodrome allemand dans le sud de la ville de Bad Gandersheim dans l'arrondissement de Northeim en Basse-Saxe en Allemagne. 
L'aérodrome a une piste en herbe de 725 mètres.

## Histoire

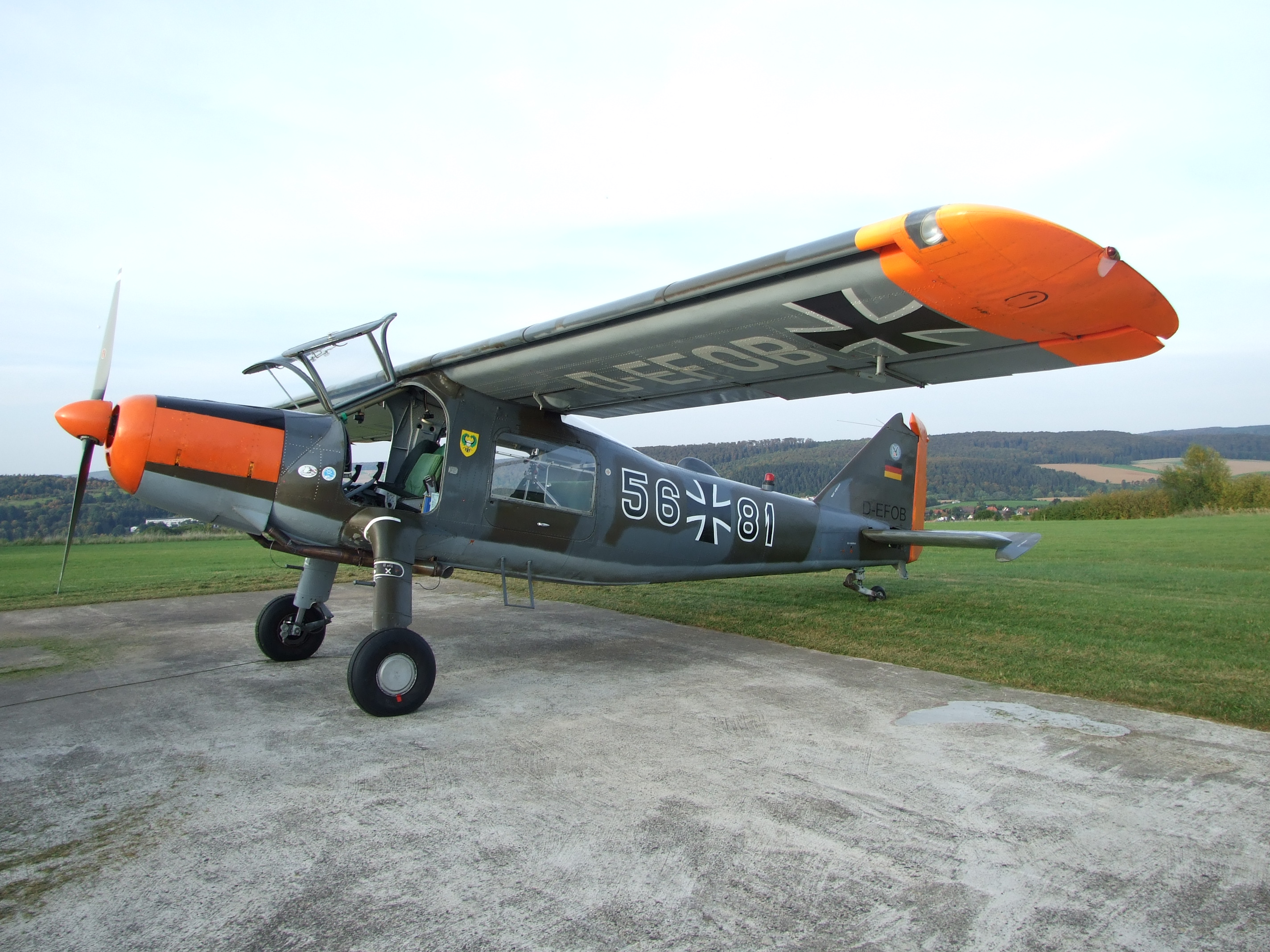
Dornier DO 27, construit en 1959, basé à Bad Gandersheim.

Le 16 mai 1960, les membres fondateurs se sont rassemblés chez l'«Alten Fritz» à Seesen et ils ont fondé le premier club de vol à moteur avec siège social à Bad Gandersheim, le «Sportfliegerclub Gandersheim-Seesen e.V.».
Le président élu était Karl Jahns, vice-président Robert Urban.
Un an plus tard, le deuxième aérodrome du Basse-Saxe a ouvert ses portes à Bad Gandersheim. Mais le premier avion, piloté par Karl Jahns, a déjà atterri à Bad Gandersheim en 1957.
L'élévation de la piste et la construction d'un hangar a pris des centaines d'heures. En 1989, la station de service a ouvert. En 1995, la tour de contrôle a été aménagée en un bâtiment avec contrôle aérien, restaurant et salle de formation.
Le 7 juin 1997, l'aérodrome a été la destination finale du « Deutschlandflug ».
Le 25 juillet 2009, les Championnats de voltige allemands ont lieu à Bad Gandersheim.

## Service aérien

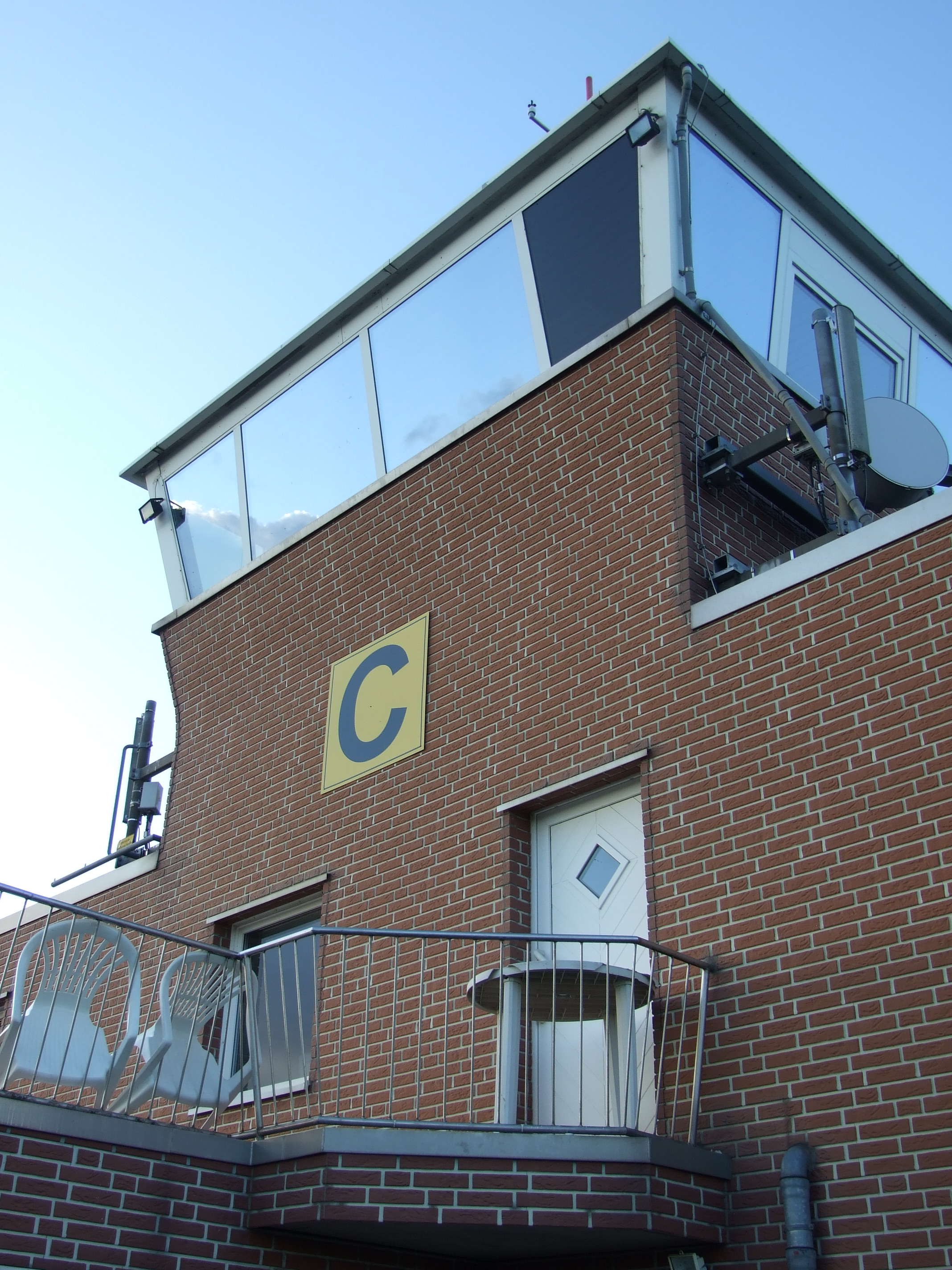
Tour de contrôle.

Le service aérien est organisé par les différents clubs des vols qui se sont établis à l'aérodrome.
Pendant la période de fonctionnement, un directeur de vol bénévole travaille dans la tour de contrôle et peut donner des informations de la météo et du trafic aérien aux aéronefs qui se trouvent en approche ou au décollage.

### Temps de fonctionnement
L'aérodrome est ouvert du 1er avril jusqu'au 31 octobre pendant les week-ends et les jours fériés, les samedis de 14 h à 19 h et dimanches et jours fériés de 10 h à 19 h.

### Autorisation
Les aéronefs suivants sont autorisés d'atterrir à l'aérodrome :
planeurs, planeurs à moteur, ultra-légers motorisés, avions à moteur jusqu'à 2 000 kg, hélicoptères jusqu'à 6 000 kg, montgolfières, saut en parachute et Flyers modèles.

## Associations
Il y en a quatre clubs qui composent l’association «Flugplatz Bad Gandersheim e.V.» :
- deux clubs de planeurs : Luftsportverein (LSV) Bad Gandersheim e.V., Luftsportverin (LSV) "Thermik" Alfeld e.V.
- deux clubs d'avions à moteurs : Sportfliegerclub (SFC) Gandersheim-Seesen e.V. et Motorflugclub (MFC) Bad Gandersheim.

## École d'aviation
À l'aérodrome, il y a deux écoles de planeurs et une école d'avion à moteur où on peut acquérir la licence de pilotage privé « PPL » et la licence de pilotage de planeurs. Tous les instructeurs de pilotages travaillent bénévolement.

## Infrastructure

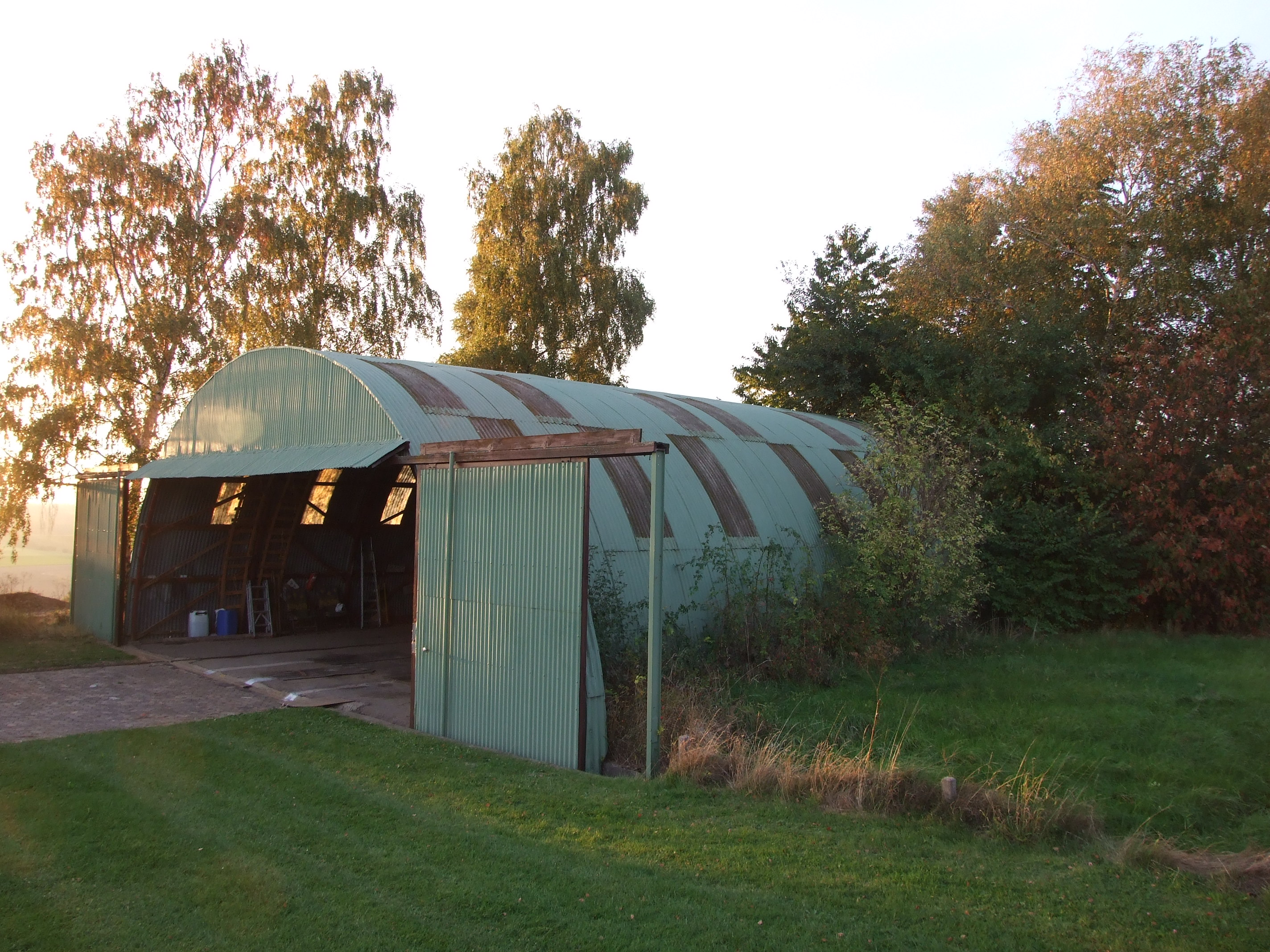
Vieux hangar de l'aérodrome

À l'aérodrome, il existe sept hangars et une station de service où on peut prendre du AvGas 100 LL.